# 雅努什·布若佐夫斯基
雅努什·布若佐夫斯基（波蘭語：Janusz Brzozowski，1951年6月29日—），波兰男子手球运动员。他曾代表波兰参加1976年和1980年夏季奥林匹克运动会手球比赛，其中1976年奥运会获得一枚铜牌。